# Мадлен Маттьє
Мадлен Маттьє (фр. Matthieu Madelaine, 24 листопада 1983) — французький плавець.
Учасник Олімпійських Ігор 2008 року.